# Cours Sainte-Anne
Le cours Saine-Anne, est une voie piétonne de la ville de Colmar, en France.

## Situation et accès
Cette voie de circulation, d'une longueur de 165 m (plus un décrochage de 65 m), se trouve dans le quartier centre.
On y accède par les rues Golbéry, du Rempart, des Cloches et la place des Unterlinden.
Cette voie n'est pas desservie par les bus de la TRACE.